# Folyékony interfész
A számítógép-programozásban a folyékony interfész egy módszer objektumorientált API-k megalkotására. A program forrásának olvashatósága megközelíti, vagy eléri az általános írott szövegekét.
A folyékony interfészt rendszerint metódusok láncolásával valósítják meg, egy utasítás kontextusát a következő utasításnak adva át. Általában a kontextus:
- meghatározója a hívás visszaadott értéke,
- önhivatkozó, a következő kontextus ekvivalens az utolsóval,
- void kontextus visszaadásával terminál.

## Története
Az interfész általános stílusa az 1970-es évekre megy vissza, egészen a Smalltalkig. Az 1980-as évekből számos példa ismert. Ismert példa a C++ iostream könyvtára, aminek << és >> operátorai több adatot küldenek el ugyanannak az objektumnak, és más metódushívások számára lehetővé teszik manipulátorok használatát. További korábbi példák a Garnet system (1988-tól, Lisp-ben) és az  Amulet system (1994-től, C++-ban). A folyékony interfész elnevezést 2005 végén alkották meg.

## Példák

### C#
A C#-ban gyakori a folyékony interfész használata a LINQ-val, amikor lekérdezéseket építenek szabványos lekérdezésoperátorokkal. A megvalósítás kiterjesztési metódusokon alapul.
```
var
 
translations
 
=
 
new
 
Dictionary
<
string
,
 
string
>

                   
{

                       
{
"cat"
,
 
"chat"
},

                       
{
"dog"
,
 
"chien"
},

                       
{
"fish"
,
 
"poisson"
},

                       
{
"bird"
,
 
"oiseau"
}

                   
};

// Find translations for English words containing the letter "a",

// sorted by length and displayed in uppercase

IEnumerable
<
string
>
 
query
 
=
 
translations

	
.
Where
   
(
t
 
=>
 
t
.
Key
.
Contains
(
"a"
))

	
.
OrderBy
 
(
t
 
=>
 
t
.
Value
.
Length
)

	
.
Select
  
(
t
 
=>
 
t
.
Value
.
ToUpper
());

// The same query constructed progressively:

var
 
filtered
   
=
 
translations
.
Where
 
(
t
 
=>
 
t
.
Key
.
Contains
(
"a"
));

var
 
sorted
     
=
 
filtered
.
OrderBy
   
(
t
 
=>
 
t
.
Value
.
Length
);

var
 
finalQuery
 
=
 
sorted
.
Select
      
(
t
 
=>
 
t
.
Value
.
ToUpper
());

```

Fluent interface can also be used to chain a set of method, which operates/shares the same object. Like instead of creating a customer class we can create a data context which can be decorated with fluent interface as follows.
```
// Defines the data context

class
 
Context

{

    
public
 
string
 
FirstName
 
{
 
get
;
 
set
;
 
}

    
public
 
string
 
LastName
 
{
 
get
;
 
set
;
 
}

    
public
 
string
 
Sex
 
{
 
get
;
 
set
;
 
}

    
public
 
string
 
Address
 
{
 
get
;
 
set
;
 
}

}

class
 
Customer

{

    
private
 
Context
 
_context
 
=
 
new
 
Context
();
 
// Initializes the context

    
// set the value for properties

    
public
 
Customer
 
FirstName
(
string
 
firstName
)

    
{

        
_context
.
FirstName
 
=
 
firstName
;

        
return
 
this
;

    
}

    
public
 
Customer
 
LastName
(
string
 
lastName
)

    
{

        
_context
.
LastName
 
=
 
lastName
;

        
return
 
this
;

    
}

    
public
 
Customer
 
Sex
(
string
 
sex
)

    
{

        
_context
.
Sex
 
=
 
sex
;

        
return
 
this
;

    
}

    
public
 
Customer
 
Address
(
string
 
address
)

    
{

        
_context
.
Address
 
=
 
address
;

        
return
 
this
;

    
}

    
// Prints the data to console

    
public
 
void
 
Print
()

    
{

        
Console
.
WriteLine
(
"First name: {0} \nLast name: {1} \nSex: {2} \nAddress: {3}"
,
 
_context
.
FirstName
,
 
_context
.
LastName
,
 
_context
.
Sex
,
 
_context
.
Address
);

    
}

}

class
 
Program

{

    
static
 
void
 
Main
(
string
[]
 
args
)

    
{

        
// Object creation

        
Customer
 
c1
 
=
 
new
 
Customer
();

        
// Using the method chaining to assign & print data with a single line

        
c1
.
FirstName
(
"vinod"
).
LastName
(
"srivastav"
).
Sex
(
"male"
).
Address
(
"bangalore"
).
Print
();

    
}

}

```

### C++
C++-ban a folyékony interfész gyakori az iosteam könyvtár használatakor, ami túlterhelt operátorokat kapcsol össze. A következő példa folyékony interfész adaptert mutat egy hagyományosabb interfész fölött:
```
 
// Basic definition

 
class
 
GlutApp
 
{

 
private
:

     
int
 
w_
,
 
h_
,
 
x_
,
 
y_
,
 
argc_
,
 
display_mode_
;

     
char
 
**
argv_
;

     
char
 
*
title_
;

 
public
:

     
GlutApp
(
int
 
argc
,
 
char
**
 
argv
)
 
{

         
argc_
 
=
 
argc
;

         
argv_
 
=
 
argv
;

     
}

     
void
 
setDisplayMode
(
int
 
mode
)
 
{

         
display_mode_
 
=
 
mode
;

     
}

     
int
 
getDisplayMode
()
 
{

         
return
 
display_mode_
;

     
}

     
void
 
setWindowSize
(
int
 
w
,
 
int
 
h
)
 
{

         
w_
 
=
 
w
;

         
h_
 
=
 
h
;

     
}

     
void
 
setWindowPosition
(
int
 
x
,
 
int
 
y
)
 
{

         
x_
 
=
 
x
;

         
y_
 
=
 
y
;

     
}

     
void
 
setTitle
(
const
 
char
 
*
title
)
 
{

         
title_
 
=
 
title
;

     
}

     
void
 
create
(){;}

 
};

 
// Basic usage

 
int
 
main
(
int
 
argc
,
 
char
 
**
argv
)
 
{

     
GlutApp
 
app
(
argc
,
 
argv
);

     
app
.
setDisplayMode
(
GLUT_DOUBLE
|
GLUT_RGBA
|
GLUT_ALPHA
|
GLUT_DEPTH
);
 
// Set framebuffer params

     
app
.
setWindowSize
(
500
,
 
500
);
 
// Set window params

     
app
.
setWindowPosition
(
200
,
 
200
);

     
app
.
setTitle
(
"My OpenGL/GLUT App"
);

     
app
.
create
();

 
}

 
// Fluent wrapper

 
class
 
FluentGlutApp
 
:
 
private
 
GlutApp
 
{

 
public
:

     
FluentGlutApp
(
int
 
argc
,
 
char
 
**
argv
)
 
:
 
GlutApp
(
argc
,
 
argv
)
 
{}
 
// Inherit parent constructor

     
FluentGlutApp
 
&
withDoubleBuffer
()
 
{

         
setDisplayMode
(
getDisplayMode
()
 
|
 
GLUT_DOUBLE
);

         
return
 
*
this
;

     
}

     
FluentGlutApp
 
&
withRGBA
()
 
{

         
setDisplayMode
(
getDisplayMode
()
 
|
 
GLUT_RGBA
);

         
return
 
*
this
;

     
}

     
FluentGlutApp
 
&
withAlpha
()
 
{

         
setDisplayMode
(
getDisplayMode
()
 
|
 
GLUT_ALPHA
);

         
return
 
*
this
;

     
}

     
FluentGlutApp
 
&
withDepth
()
 
{

         
setDisplayMode
(
getDisplayMode
()
 
|
 
GLUT_DEPTH
);

         
return
 
*
this
;

     
}

     
FluentGlutApp
 
&
across
(
int
 
w
,
 
int
 
h
)
 
{

         
setWindowSize
(
w
,
 
h
);

         
return
 
*
this
;

     
}

     
FluentGlutApp
 
&
at
(
int
 
x
,
 
int
 
y
)
 
{

         
setWindowPosition
(
x
,
 
y
);

         
return
 
*
this
;

     
}

     
FluentGlutApp
 
&
named
(
const
 
char
 
*
title
)
 
{

         
setTitle
(
title
);

         
return
 
*
this
;

     
}

     
// It doesn't make sense to chain after create(), so don't return *this

     
void
 
create
()
 
{

         
GlutApp
::
create
();

     
}

 
};

 
// Fluent usage

 
int
 
main
(
int
 
argc
,
 
char
 
**
argv
)
 
{

     
FluentGlutApp
(
argc
,
 
argv
)

         
.
withDoubleBuffer
().
withRGBA
().
withAlpha
().
withDepth
()

         
.
at
(
200
,
 
200
).
across
(
500
,
 
500
)

         
.
named
(
"My OpenGL/GLUT App"
)

         
.
create
();

 
}

```

### D
Az egységes függvényhívás szintaxisnak köszönhetően (Uniform Function Call Syntax, UFCS) D-ben különösen egyszerű a metódusok láncolása.
Ha azt írjuk, hogy
```
x
.
toInt
();

```

de nincs x típusának toInt() tagfüggvénye, akkor a fordító keres egy 
```
toInt
(
x
);

```

formájú független függvényt. Ez lehetővé teszi a metódusok láncolását
```
x
.
toInt
().
toString
(
format
);

```

formában, ahelyett, hogy 
```
toString
(
toInt
(
x
),
format
);

```

### Java
A jOOQ könyvtár az SQL-t folyékony interfészként modellezi:
```
Author
 
author
 
=
 
AUTHOR
.
as
(
"author"
);

create
.
selectFrom
(
author
)

      
.
where
(
exists
(
selectOne
()

                   
.
from
(
BOOK
)

                   
.
where
(
BOOK
.
STATUS
.
eq
(
BOOK_STATUS
.
SOLD_OUT
))

                   
.
and
(
BOOK
.
AUTHOR_ID
.
eq
(
author
.
ID
))));

```

Az op4j könyvtár lehetővé teszi kisegítő feladatok beépítését a láncba, mint struktúra iteráció, adatkonverzió, szűrés:
```
String
[]
 
datesStr
 
=
 
new
 
String
[]
 
{
"12-10-1492"
,
 
"06-12-1978"
};

...

List
<
Calendar
>
 
dates
 
=
 

    
Op
.
on
(
datesStr
).
toList
().
map
(
FnString
.
toCalendar
(
"dd-MM-yyyy"
)).
get
();

```

A fluflu annotációfeldolgozó annotációkat biztosít folyékony interfész létrehozásához.
A JaQue könyvtár lehetővé teszi a Java 8 lambdáinak kifejezésfa objektumként való reprezentációját. Ezzel típusbiztos folyékony interfész alakítható ki.  Azaz ahelyett, hogy:
```
Customer
 
obj
 
=
 
...

obj
.
property
(
"name"
).
eq
(
"John"
)

```

írható, hogy:
```
method
<
Customer
>
(
customer
 
->
 
customer
.
getName
()
 
==
 
"John"
)

```

Az EasyMock mock objektumos tesztelő könyvtár kiterjedten használja ezt a stílust, hogy kifejező interfészt adjon a programnak:
```
Collection
 
mockCollection
 
=
 
EasyMock
.
createMock
(
Collection
.
class
);

EasyMock

    
.
expect
(
mockCollection
.
remove
(
null
))

    
.
andThrow
(
new
 
NullPointerException
())

    
.
atLeastOnce
();

```

A Java Swing APIban a LayoutManager interfész definiálja, hoigy a Container objektumok hogyan lehet ellenőrzött Component elhelyezésük. Az egyik legjobban konfigurálható LayoutManager a GridBagLayout, amiben GridBagConstraints osztály használható az elhelyezés vezérlésére. Egy tipikus példa:
```
GridBagLayout
 
gl
 
=
 
new
 
GridBagLayout
();

JPanel
 
p
 
=
 
new
 
JPanel
();

p
.
setLayout
(
 
gl
 
);

JLabel
 
l
 
=
 
new
 
JLabel
(
"Name:"
);

JTextField
 
nm
 
=
 
new
 
JTextField
(
10
);

GridBagConstraints
 
gc
 
=
 
new
 
GridBagConstraints
();

gc
.
gridx
 
=
 
0
;

gc
.
gridy
 
=
 
0
;

gc
.
fill
 
=
 
GridBagConstraints
.
NONE
;

p
.
add
(
 
l
,
 
gc
 
);

gc
.
gridx
 
=
 
1
;

gc
.
fill
 
=
 
GridBagConstraints
.
HORIZONTAL
;

gc
.
weightx
 
=
 
1
;

p
.
add
(
 
nm
,
 
gc
 
);

```

Ez hosszú kód írását igényli, amiben nehéz látni, hogy mi is történik. A Packer osztály folyékony mechanizmussal látja el az osztályt, ezzel a fenti kód tömörebben írható:
```
JPanel
 
p
 
=
 
new
 
JPanel
();

Packer
 
pk
 
=
 
new
 
Packer
(
 
p
 
);

JLabel
 
l
 
=
 
new
 
JLabel
(
"Name:"
);

JTextField
 
nm
 
=
 
new
 
JTextField
(
10
);

pk
.
pack
(
 
l
 
).
gridx
(
0
).
gridy
(
0
);

pk
.
pack
(
 
nm
 
).
gridx
(
1
).
gridy
(
0
).
fillx
();

```

Még több példa is létezik, amikor a folyékony interfész nagyban egyszerűsíti a program lekódolását, továbbá segíti egy API nyelv létrehozását, ami segíti az API kezelését, mivel egy metódus visszatérési értéke kontextust ad a következő akciónak.

### JavaScript
Több JavaScript könyvtár is ezen a megközelítésen alapul. Talán a  jQuery a legismertebb. Tipikusan folyékony építőket használ az adatbázis lekérdezésekhez, például a dynamite-ban:
```
// getting an item from a table

client
.
getItem
(
'user-table'
)

    
.
setHashKey
(
'userId'
,
 
'userA'
)

    
.
setRangeKey
(
'column'
,
 
'@'
)

    
.
execute
()

    
.
then
(
function
(
data
)
 
{

        
// data.result: the resulting object

    
})

```

Egyszerű példa JavaScriptben a prototípus öröklés és a this használata:
```
// example from http://schier.co/post/method-chaining-in-javascript

// define the class

var
 
Kitten
 
=
 
function
()
 
{

  
this
.
name
 
=
 
'Garfield'
;

  
this
.
color
 
=
 
'brown'
;

  
this
.
gender
 
=
 
'male'
;

};

Kitten
.
prototype
.
setName
 
=
 
function
(
name
)
 
{

  
this
.
name
 
=
 
name
;

  
return
 
this
;

};

Kitten
.
prototype
.
setColor
 
=
 
function
(
color
)
 
{

  
this
.
color
 
=
 
color
;

  
return
 
this
;

};

Kitten
.
prototype
.
setGender
 
=
 
function
(
gender
)
 
{

  
this
.
gender
 
=
 
gender
;

  
return
 
this
;

};

Kitten
.
prototype
.
save
 
=
 
function
()
 
{

  
console
.
log
(

    
'saving '
 
+
 
this
.
name
 
+
 
', the '
 
+

    
this
.
color
 
+
 
' '
 
+
 
this
.
gender
 
+
 
' kitten...'

  
);

  
// save to database here...

  
return
 
this
;

};

// use it

new
 
Kitten
()

  
.
setName
(
'Bob'
)

  
.
setColor
(
'black'
)

  
.
setGender
(
'male'
)

  
.
save
();

```

### Perl 6
Perl 6-ban a folyékony interfészre több megközelítés is létezik. Az egyik legegyszerűbb az attribútumok deklarálása read/write tulajdonságokkal, és a given kulcsszó használata. A típus annotációk opcionálisak, de a natív graduális típusozottság sokkal biztonságosabbá teszi a publikus attribútumok közvetlen írását.
```
class
 
Employee
 {
    
subset
 
Salary
         
of
 
Real
 
where
 * > 
0
;
    
subset
 
NonEmptyString
 
of
 
Str
  
where
 * ~~
 /\S/
; 
# at least one non-space character

    
has
 
NonEmptyString
 
$.name
    
is
 
rw
;
    
has
 
NonEmptyString
 
$.surname
 
is
 
rw
;
    
has
 
Salary
         
$.salary
  
is
 
rw
;

    
method
 
gist
 {
        
return
 
qq:to[END];

        Name:    $.name

        Surname: $.surname

        Salary:  $.salary

        END

    }
}

my
 
$employee
 = 
Employee
.
new
();

given
 
$employee
 {
    .
name
    = 
'Sally'
;
    .
surname
 = 
'Ride'
;
    .
salary
  = 
200
;
}

say
 
$employee
;

# Output:

# Name:    Sally

# Surname: Ride

# Salary:  200

```

### PHP
PHP-ben az aktuális objektum hivatkozható a $this változóval, ami a példányt reprezentálja. Így a return $this; utasítás az aktuális példányt adja vissza. A példa definiál egy Employee osztályt és három metódust a név, vezetéknév és a fizetés beállítását. Mindegyik visszaadja a példányt, így a metódusok összekapcsolhatók.
```
<?php

class
 
Employee

{

    
public
 
$name
;

    
public
 
$surName
;
 
    
public
 
$salary
;

    
public
 
function
 
setName
(
$name
)

    
{

        
$this
->
name
 
=
 
$name
;

        
return
 
$this
;

    
}

    
public
 
function
 
setSurname
(
$surname
)

    
{

        
$this
->
surName
 
=
 
$surname
;

        
return
 
$this
;

    
}

    
public
 
function
 
setSalary
(
$salary
)

    
{

        
$this
->
salary
 
=
 
$salary
;

        
return
 
$this
;

    
}

    
public
 
function
 
__toString
()

    
{

        
$employeeInfo
 
=
 
'Name: '
 
.
 
$this
->
name
 
.
 
PHP_EOL
;

        
$employeeInfo
 
.=
 
'Surname: '
 
.
 
$this
->
surName
 
.
 
PHP_EOL
;

        
$employeeInfo
 
.=
 
'Salary: '
 
.
 
$this
->
salary
 
.
 
PHP_EOL
;

        
return
 
$employeeInfo
;

    
}

}

# Create a new instance of the Employee class, Tom Smith, with a salary of 100:

$employee
 
=
 
(
new
 
Employee
())

                
->
setName
(
'Tom'
)

                
->
setSurname
(
'Smith'
)

                
->
setSalary
(
'100'
);

# Display the value of the Employee instance:

echo
 
$employee
;

# Display:

# Name: Tom

# Surname: Smith

# Salary: 100

```

### Python
Pythonban a folyékony interfész megvalósításának egy módja, hogy a példánymetódusok a self objektumot adják vissza:
```
class
 
Poem
(
object
):

    
def
 
__init__
(
self
,
 
content
):

        
self
.
content
 
=
 
content

    
def
 
indent
(
self
,
 
spaces
):

        
self
.
content
 
=
 
" "
 
*
 
spaces
 
+
 
self
.
content

        
return
 
self

    
def
 
suffix
(
self
,
 
content
):

        
self
.
content
 
=
 
self
.
content
 
+
 
" - "
 
+
 
content

        
return
 
self

```

```
>>> 
Poem
(
"Road Not Travelled"
)
.
indent
(
4
)
.
suffix
(
"Robert Frost"
)
.
content

'    Road Not Travelled - Robert Frost'

```

### Ruby
A Ruby lehetővé teszi a beépített osztályok bővítését, így a folyékony interfészek támogatása is természetesebb.
A stringek a String osztály példányai. Ha új metódusokat definiálunk a String osztályhoz, amelyek stringet adnak vissza, akkor a metódusok láncolása természetesen fog működni. A példában három új metódust definiálunk: indent, prefix és suffix. Mindegyik stringet ad vissza, aminek a String osztály példányaként szintén megvan a három új művelete.
```
# Add methods to String class

class
 
String

  
def
 
prefix
(
raw
)

    
"
#{
raw
}
 
#{
self
}
"

  
end

  
def
 
suffix
(
raw
)

    
"
#{
self
}
 
#{
raw
}
"

  
end

  
def
 
indent
(
raw
)

    
raw
 
=
 
" "
 
*
 
raw
 
if
 
raw
.
kind_of?
 
Fixnum

    
prefix
(
raw
)

  
end

end

 

# Fluent interface

message
 
=
 
"there"

puts
 
message
.
prefix
(
"hello"
)

            
.
suffix
(
"world"
)

            
.
indent
(
8
)

```

### Scala
A Scala támogatja metódushívások és mixinek esetén is a folyékony szintaxist, a trait és a with kulcsszavak használatával. Például:
```
class
 
Color
 
{
 
def
 
rgb
():
 
Tuple3
[
Decimal
]
 
}

object
 
Black
 
extends
 
Color
 
{
 
override
 
def
 
rgb
():
 
Tuple3
[
Decimal
]
 
=
 
(
"0"
,
 
"0"
,
 
"0"
);
 
}

trait
 
GUIWindow
 
{

  
// Rendering methods that return this for fluent drawing

  
def
 
set_pen_color
(
color
:
 
Color
):
 
this
.
type

  
def
 
move_to
(
pos
:
 
Position
):
 
this
.
type

  
def
 
line_to
(
pos
:
 
Position
,
 
end_pos
:
 
Position
):
 
this
.
type

  
def
 
render
():
 
this
.
type
 
=
 
this
 
// Don't draw anything, just return this, for child implementations to use fluently

  
def
 
top_left
():
 
Position

  
def
 
bottom_left
():
 
Position

  
def
 
top_right
():
 
Position

  
def
 
bottom_right
():
 
Position

}

trait
 
WindowBorder
 
extends
 
GUIWindow
 
{

  
def
 
render
():
 
GUIWindow
 
=
 
{

    
super
.
render
()

      
.
move_to
(
top_left
())

      
.
set_pen_color
(
Black
)

      
.
line_to
(
top_right
())

      
.
line_to
(
bottom_right
())

      
.
line_to
(
bottom_left
())

      
.
line_to
(
top_left
())

   
}

}

class
 
SwingWindow
 
extends
 
GUIWindow
 
{
 
...
 
}

val
 
appWin
 
=
 
new
 
SwingWindow
()
 
with
 
WindowBorder

appWin
.
render
()

```

### Swift
Swift 3.0+-ban többek közül a self visszaadásával is megvalósítható a minta:
```
class
 
Person
 
{

    
var
 
firstname
:
 
String
 
=
 
""

    
var
 
lastname
:
 
String
 
=
 
""

    
var
 
favoriteQuote
:
 
String
 
=
 
""

    
@
discardableResult

    
func
 
set
(
firstname
:
 
String
)
 
->
 
Self
 
{

        
self
.
firstname
 
=
 
firstname

        
return
 
self

    
}

    
@
discardableResult

    
func
 
set
(
lastname
:
 
String
)
 
->
 
Self
 
{

        
self
.
lastname
 
=
 
lastname

        
return
 
self

    
}

    
@
discardableResult

    
func
 
set
(
favoriteQuote
:
 
String
)
 
->
 
Self
 
{

        
self
.
favoriteQuote
 
=
 
favoriteQuote

        
return
 
self

    
}

}

```

```
let
 
person
 
=
 
Person
()

    
.
set
(
firstname
:
 
"John"
)

    
.
set
(
lastname
:
 
"Doe"
)

    
.
set
(
favoriteQuote
:
 
"I like turtles"
)

```

## Problémák

### Hibakeresés
A hibakeresést megnehezíti, ha egy sorba írják, mivel a debugger nem tud több töréspontot elhelyezni a láncba. Nehezebb megtudni, hogy melyik metódushívás dobott kivételt, különösen, ha egy metódust többször is hívtak. Ezek a problémák kezelhetők, ha az utasítást nem egy sorba írják. Azaz ahelyett, hogy
```
java
.
nio
.
ByteBuffer
.
allocate
(
10
).
rewind
().
limit
(
100
);

```

azt írják, hogy
```
java
.
nio
.
ByteBuffer

    
.
allocate
(
10
)

    
.
rewind
()

    
.
limit
(
100
);

```

Azonban néhány debugger mindig csak az első sort mutatja, habár a kivétel bármelyik sorban keletkezhetett.

### Naplózás
További probléma a naplózás. Például,
```
ByteBuffer
 
buffer
 
=
 
ByteBuffer
.
allocate
(
10
).
rewind
().
limit
(
100
);

```

de ha a buffer állapotát akarjuk feljegyezni a rewind() hívása után, akkor meg kell törni a hívásfolyamot:
```
ByteBuffer
 
buffer
 
=
 
ByteBuffer
.
allocate
(
10
).
rewind
();

log
.
debug
(
"First byte after rewind is "
 
+
 
buffer
.
get
(
0
));

buffer
.
limit
(
100
);

```

Kiterjesztett metódusokkal új kiterjesztés definiálható, ami beburkolja a kívánt tevékenységet. Például C#-ban:
```
static
 
class
 
ByteBufferExtensions

{

    
public
 
static
 
Bytebuffer
 
Log
(
this
 
ByteBuffer
 
buffer
,
 
Log
 
log
,
 
Action
<
ByteBuffer
>
 
getMessage
)

    
{

        
string
 
message
 
=
 
getMessage
(
 
buffer
 
);

        
log
.
debug
(
 
message
 
);

        
return
 
buffer
;

    
}
 

}

// Usage:

ByteBuffer

    
.
Allocate
(
10
)

    
.
Rewind
()

    
.
Log
(
 
log
,
 
b
 
=>
 
"First byte after rewind is "
 
+
 
b
.
Get
(
0
)
 
)

    
.
Limit
(
100
);

```

### Öröklődés
Öröklődéskor a gyermek osztályok gyakran felüldefiniálnak öröklött metódusokat, hogy megváltoztassák a visszatérési típust. Például Javában:
```
class
 
A
 
{

    
public
 
A
 
doThis
()
 
{
 
...
 
}

}

class
 
B
 
extends
 
A
{

    
public
 
A
 
doThis
()
 
{
 
super
.
doThis
();
 
return
 
this
;
 
}
 
// Must change return type to B.

    
public
 
B
 
doThat
()
 
{
 
...
 
}

}

...

A
 
a
 
=
 
new
 
B
().
doThat
().
doThis
();
 
// It works even without overriding A.doThis().

B
 
b
 
=
 
new
 
B
().
doThis
().
doThat
();
 
// It would fail without overriding A.doThis().

```

F-korlátos minősítéssel ez egyszerűsíthető. Például Javában:
```
abstract
 
class
 
AbstractA
<
T
 
extends
 
AbstractA
<
T
>>
 
{

	
@SuppressWarnings
(
"unchecked"
)

	
public
 
T
 
doThis
()
 
{
 
...;
 
return
 
(
T
)
this
;
 
}

}
	

class
 
A
 
extends
 
AbstractA
<
A
>
 
{}

	

class
 
B
 
extends
 
AbstractA
<
B
>
 
{

	
public
 
B
 
doThat
()
 
{
 
...;
 
return
 
this
;
 
}

}

...

B
 
b
 
=
 
new
 
B
().
doThis
().
doThat
();
 
// Works!

A
 
a
 
=
 
new
 
A
().
doThis
();
          
// Also works.

```

Ahhoz, hogy a szülő osztályt példányosítani lehessen, ketté kell bontani: az A osztály tartalmazza a konstruktorokat, és az AbstractA a metódusokat. A megoldás tovább folytatható az unoka és a további leszármazott osztállyal:
```
abstract
 
class
 
AbstractB
<
T
 
extends
 
AbstractB
<
T
>>
 
extends
 
AbstractA
<
T
>
 
{

	
@SuppressWarnings
(
"unchecked"
)

	
public
 
T
 
doThat
()
 
{
 
...;
 
return
 
(
T
)
this
;
 
}

}

class
 
B
 
extends
 
AbstractB
<
B
>
 
{}

abstract
 
class
 
AbstractC
<
T
 
extends
 
AbstractC
<
T
>>
 
extends
 
AbstractB
<
T
>
 
{

	
@SuppressWarnings
(
"unchecked"
)

	
public
 
T
 
foo
()
 
{
 
...;
 
return
 
(
T
)
this
;
 
}

}

class
 
C
 
extends
 
AbstractC
<
C
>
 
{}

...

C
 
c
 
=
 
new
 
C
().
doThis
().
doThat
().
foo
();
 
// Works!

B
 
b
 
=
 
new
 
B
().
doThis
().
doThat
();
       
// Still works.

```

## Fordítás
Ez a szócikk részben vagy egészben  a   Fluent interface című angol Wikipédia-szócikk fordításán alapul.  Az eredeti cikk szerkesztőit annak laptörténete sorolja fel. Ez a jelzés csupán a megfogalmazás eredetét és a szerzői jogokat jelzi, nem szolgál a cikkben szereplő információk forrásmegjelöléseként.